# Żagwin

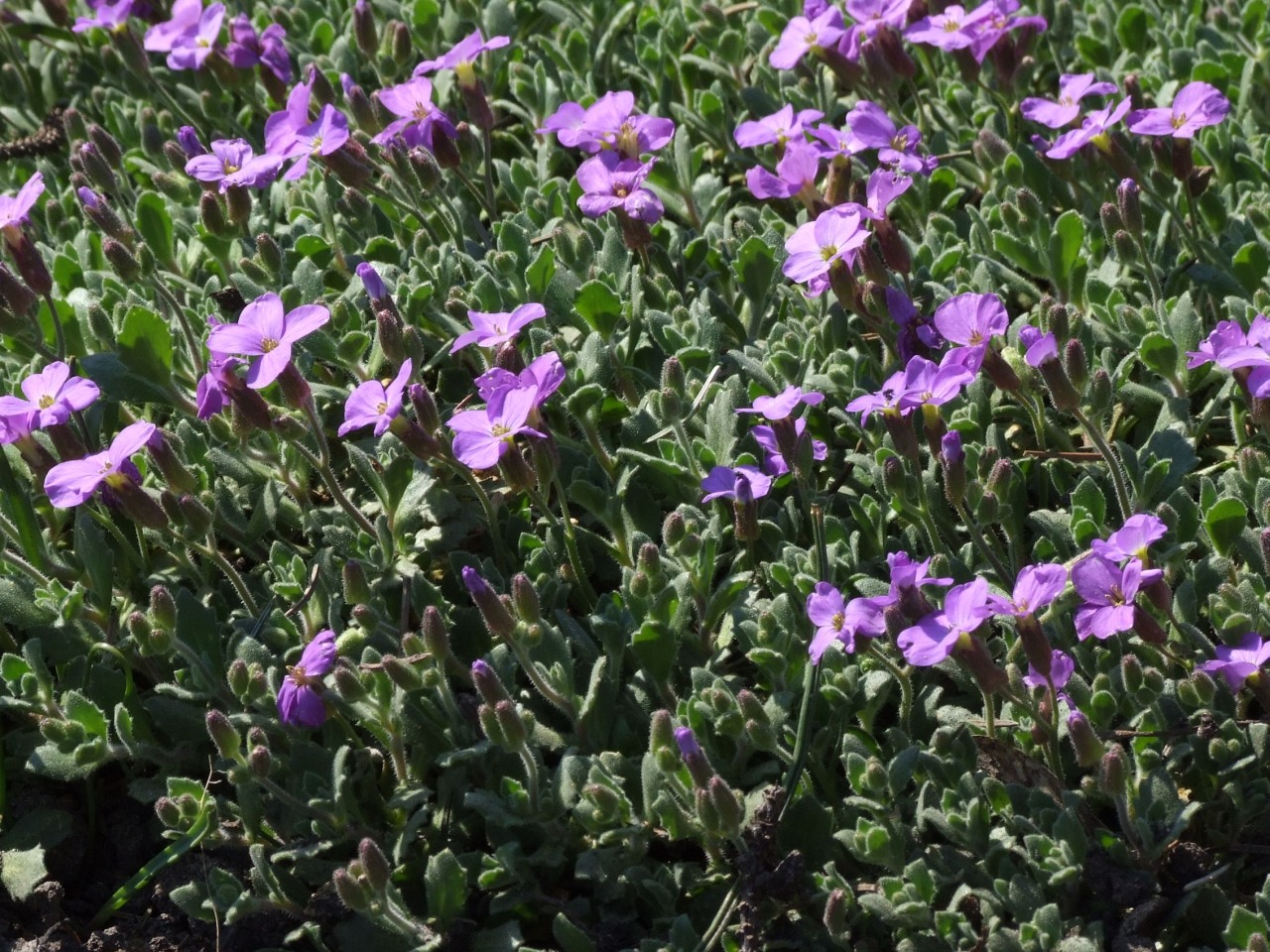
Aubrieta libanotica

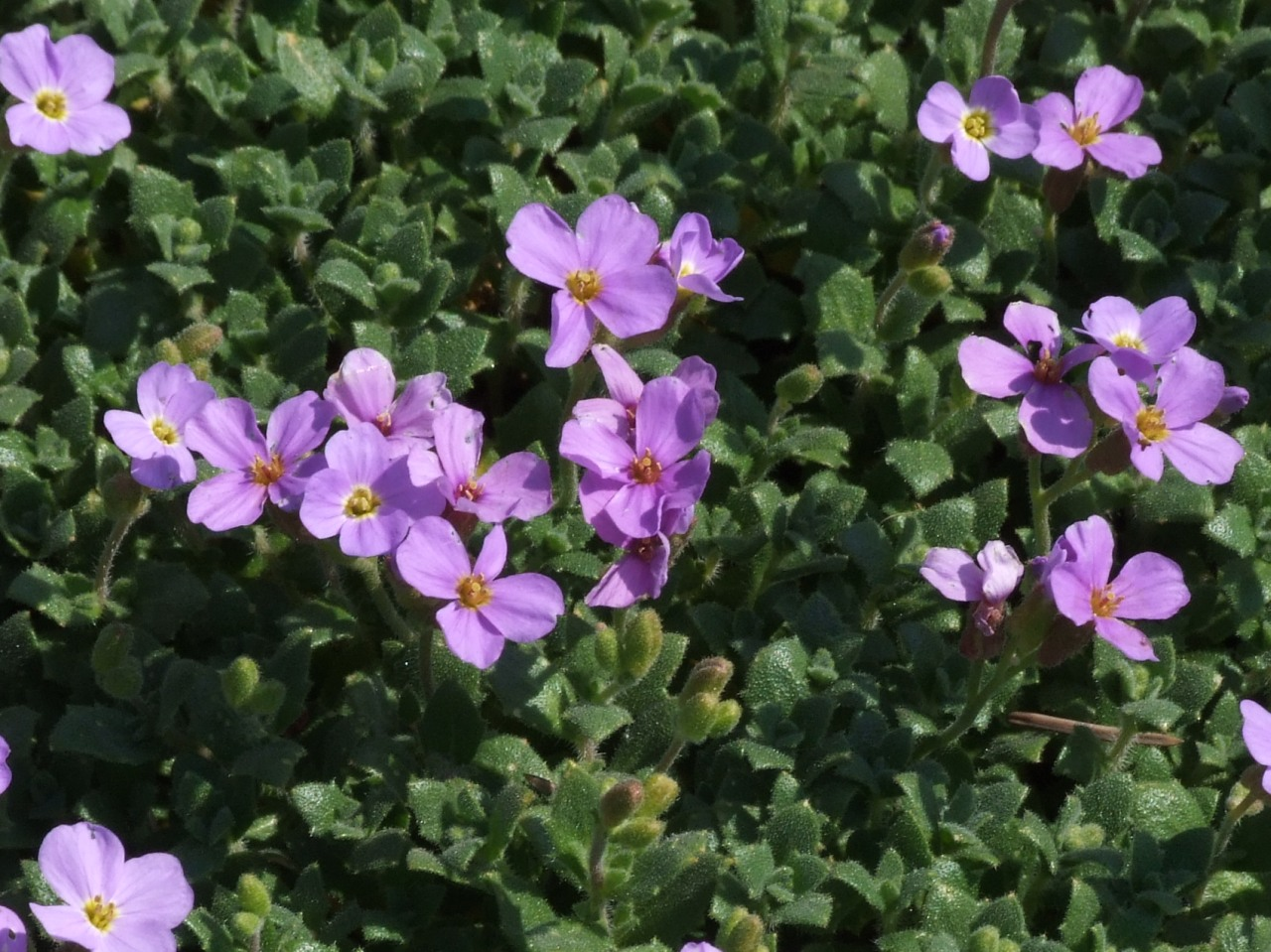
Aubrieta parviflora

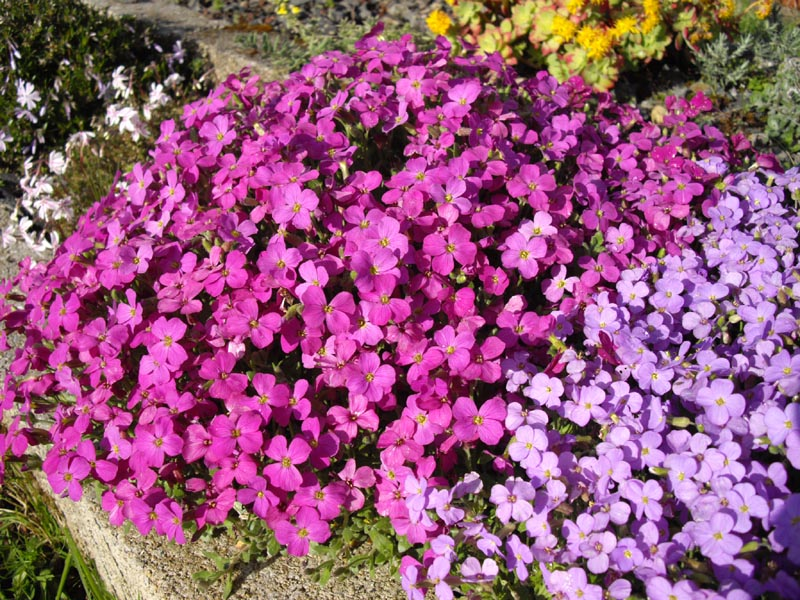
Żagwin ogrodowy

Żagwin, obrecja (Aubrieta Adans.) – rodzaj roślin z rodziny kapustowatych. Należy do niego ok. 20 gatunków. Występują w basenie Morza Śródziemnego (jako rodzime na obszarze od Włoch po Syrię) oraz w zachodniej Azji zachodniej po Iran. W naturze rośliny rosną na terenach skalistych i w suchych lasach sosnowych. Rośliny wczesną wiosną okrywają się licznymi kwiatami i z tego powodu uprawiane są jako ozdobne (zwłaszcza żagwin ogrodowy i zwyczajny). Nazwa rodzaju pochodzi od nazwiska francuskiego malarza Claude'a Aubrieta (1668-1743). 

## Rozmieszczenie geograficzne
Rodzaj najbardziej zróżnicowany w Grecji i Turcji. W Europie rośnie w sumie 6 gatunków, pozostałe występują w Azji południowo-zachodniej i Afryce północno-zachodniej. Jeden gatunek (Aubrieta deltoidea) rośnie introdukowany także w Kalifornii. 

## Morfologia
PokrójRośliny zielne tworzące rozległe kobierce, osiągające do 10 cm wysokości. Rośliny owłosione, włoski gwiazdkowate, rozwidlone i pojedyncze. Łodygi wzniesione lub pokładające się, rozgałęziające się w dolnej części.
LiścieKrótkie, odziomkowe i łodygowe, ogonkowe lub siedzące, blaszka całobrzega lub ząbkowana.
KwiatyZebrane w krótki, groniasty, wydłużający się podczas owocowania kwiatostan. Działki kielicha cztery, prosto wzniesione, wewnętrzna para woreczkowato rozszerzona u nasady. Płatki korony także cztery, czerwone, niebieskopurpurowe, rzadko białe. Płatki w górnej części zaokrąglone, w dolnej wyciągnięte w paznokieć, znacznie dłuższe od działek kielicha. Pręcików 6, na lekko oskrzydlonych nitkach, z czego dwa dłuższe, także z ząbkiem na nitkach. Pylniki podługowate do jajowatych. Słupek trwały, ze znamieniem główkowatym. W zalążni z 10–40 zalążkami.
OwoceJajowate, wielonasienne łuszczynki.

## Biologia
Byliny kwitnące wczesną wiosną. Zapylane są przez owady, zwłaszcza motyle.

## Systematyka
Klasyfikacja i delimitacja taksonów w obrębie rodzaju jest bardzo kłopotliwa ze względu na prawdopodobne mieszańcowe pochodzenie części gatunków.
Pozycja systematyczna według APweb (aktualizowany system APG IV z 2016)
Należy do rodziny   kapustowatych (Brassicaceae), rzędu kapustowców (Brassicales), kladu różowych (rosids) w obrębie okrytonasiennych (Magnoliophyta).
Pozycja rodzaju w systemie Reveala (1993-1999)
Gromada okrytonasienne (Magnoliophyta Cronquist), podgromada Magnoliophytina Frohne & U. Jensen ex Reveal, klasa Rosopsida Batsch, podklasa ukęślowe (Dilleniidae Takht. ex Reveal & Tahkt.), nadrząd Capparanae Reveal, rząd kaparowce (Capparales Hutch.), podrząd Capparineae Engl., rodzina kapustowate (Brassicaceae Burnett), rodzaj żagwin (Aubrieta  Adans.).
Wykaz gatunków
- Aubrieta albanica F.K.Mey. & J.E.Mey.
- Aubrieta alshehbazii Dönmez, Ugurlu & M.A.Koch
- Aubrieta anamasica Pe?men & Güner
- Aubrieta canescens (Boiss.) Bornm.
- Aubrieta columnae Guss.
- Aubrieta deltoidea (L.) DC. – żagwin zwyczajny
- Aubrieta edentula Boiss.
- Aubrieta ekimii Yüzb., Al-Shehbaz & M.Koch
- Aubrieta erubescens Griseb.
- Aubrieta glabrescens Turrill
- Aubrieta gracilis Spruner ex Boiss. – żagwin drobny
- Aubrieta × hybrida Hausskn. – żagwin ogrodowy
- Aubrieta intermedia Heldr. & Orph. ex Boiss.
- Aubrieta libanotica Boiss. & Hohen. – żagwin rozmarynowaty
- Aubrieta olympica Boiss. – żagwin olimpijski
- Aubrieta parviflora Boiss.
- Aubrieta pinardi Boiss. – żagwin Pinarda
- Aubrieta scardica (Wettst.) Gustavsson
- Aubrieta scyria Halácsy
- Aubrieta thessala H.Boissieu
- Aubrieta vulcanica Hayek & Siehe